# Bound by the Leopard's Love
Bound by the Leopard's Love è un cortometraggio muto del 1915. Sceneggiato da William H. Lippert, il film non riporta il nome del regista.

## Produzione
Il film fu prodotto dalla Selig Polyscope Company.

## Distribuzione
Distribuito dalla General Film Company, il film - un cortometraggio in una bobina - uscì nelle sale cinematografiche statunitensi il 10 luglio 1915.